# 유리 안드로포프
유리 블라디미로비치 안드로포프(러시아어: Юрий Владимирович Андропов, 문화어: 유리 울라지미로비치 안드로뽀브, 1914년 6월 15일~1984년 2월 9일)는 소비에트 연방의 6대 지도자, 정치인이다.
그는 1914년 6월 15일 러시아 제국의 스타브로폴 고베르노라테에서 철도 공무원이었던 블라디미르 콘스탄티노비치 안드로포프의 아들로 태어났다. 그의 가족은 리빈스크에서 지내게 되었고, 유리 안드로비치는 리빈스크의 공업고등학교에 진학했다. 그곳에서 1931년 공산주의 운동에 관심을 가지게 되었고, 소련의 공산주의 청년 조직인 콤소몰에 가입했다. 이 시기에 유리 안드로포프는 소비에트 공산당에 가입하게 되었다. 그는 1932년 리빈스크 기술대학교에 진학했으며, 1936년에 기술학 학사 학위를 받게 된다. 그 후 그는 1938년에는 야로슬라블 지역 공산당의 위원장이 되었고 1941년에는 콤소몰의 중앙위원장이 되었다.
1941년에 독소전쟁이 일어나고, 유리 안드로포프는 핀란드 동부 지역의 반-나치 파르티잔으로서 핀란드의 좌익 계열의 파르티잔 세력과 합류하여 나치에 맞섰다. 1945년 독소전쟁이 끝나고, 1946년 핀란드와 소련 접경 부분에 있는 페트로자보스크 주립 대학교에서 언어학과 역사학을 추가로 전공했다.
그 후 1953년 ~ 1975년 헝가리 주재 대사관의 참사관과 대사를 지냈으며, 1957년 ~ 1962년 당중앙위 연락부장을 거쳐 공산당 중앙위원, 중앙위 서기를 역임하였다. 1967년부터 국가보안위원회 (KGB) 의장을 거쳐 정치국원이 되었고, 1976년 특급대장을 지냈다. 1982년 당 중앙 위원회 서기로 선출되었으며, 같은 해 11월 레오니트 브레즈네프가 사망하자 그 후임으로 공산당 서기장이 되었다. 그는 소련 서기장 출신 중 유일하게 파르티잔 활동을 한 인물이었기 때문에 당에서 더욱더 관심을 보였다. 1983년 6월 최고회의 간부회의 의장(국가 원수)으로 선출되었으나, 이듬해 병으로 사망하였다. 그가 사망한 후 콘스탄틴 체르넨코가 뒤를 이었다.
리빈스크 시(市)는 1984년부터 1989년까지 그의 이름을 따서 안드로포프 시로 불렸다.

## 같이 보기
- 서맨사 스미스

## 참고 자료
- 이 문서에는 다음커뮤니케이션(현 카카오)에서 GFDL 또는 CC-SA 라이선스로 배포한 글로벌 세계대백과사전의 내용을 기초로 작성된 글이 포함되어 있습니다.

| 전임 레오니트 브레즈네프 | 제4대 소비에트 연방공산당 중앙위원회 서기장 1982년 11월 12일 – 1984년 2월 9일 | 후임 콘스탄틴 체르넨코 |

| 전임 (권한대행)바실리 쿠즈네초프 | 제8대 소비에트 연방의 최고평의회 상임간부회 의장 1983년 6월 16일 ~ 1984년 2월 9일 | 후임 (권한대행)바실리 쿠즈네초프 |

| 전임 바실리 쿠즈네초프 | 러시아의 국가 원수 1983년 6월 16일 ~ 1984년 2월 9일 | 후임 바실리 쿠즈네초프 |

| 전임 컴퓨터 | 제57대 타임 올해의 인물 1983년 | 후임 피터 위버로스 |